# ディーン・バーロウ
ディーン・オリバー・バーロウ（英語: Dean Oliver Barrow、1951年3月2日 - ）は、ベリーズの政治家。2008年から2020年まで同国首相、統一民主党(UDP)代表を務めた。本業は弁護士で、1993年から1998年まで副首相兼外相、1998年から2008年まで野党院内総務。2008年、2012年、2015年の総選挙においてUDPを勝利に導き、首相を3期12年に渡り務めた。
氏名は「ディーン・バロウ」や「ディーン・バロー」とも書かれる。首相時代、日本の外務省では役職名は「ベリーズ首相兼財務・経済開発大臣」とされている。

## 経歴
ベリーズのセント・マイケルズ・カレッジ、バルバドスのケーブヒルにある西インド諸島大学（法学士、1973年）、ジャマイカのキングストンにあるノーマン・マンリー法学校（法学教育修了証書、1975年）、マイアミ大学法学校（法学修士、1981年）、マイアミ大学（国際関係論修士）で学んだ。
1973年におじのディーン・リンドの法律事務所に就職し、1977年にその共同経営者となった。後に退職し、ロッドウェル・ウィリアムズとバーロウ・アンド・ウィリアムズ法律事務所を設立。2008年の総選挙を前に同法律事務所からも退職したが、名目上は上級共同経営者に留まっている。バーロウの事務所の顧客のうち、マイケル・アシュクロフトと彼が関わるベリーズ銀行やベリーズ・テレメディア・リミテッド（旧ベリーズ・テレコミュニケーションズ・リミテッド）といった事業所との関係に対しては批判も多い。

## 政治家としての経歴
1983年12月、バーロウはベリーズシティ市議会議員に当選し、政界入りした。1984年には下院コレット選挙区のUDPの候補者に内定したが、同年の選挙区改変により、クイーズ・スクエア選挙区に配置替えとなった。次回の総選挙でバーロウは、人民統一党のラルフ・フォンセカを僅差で破り当選した。その直後、バーロウは第一次マヌエル・エスキベル内閣から法務総裁兼外相に任命された。
1989年の総選挙ではトマス・グリーンウッドを下したものの、UDPは敗れた。バーロウは弁護士の業務は続けた。1990年に カール・トンプソンが死去すると、エスキベルの元でUDPの副代表となった。1993年の総選挙で三選を果たすと内閣に復帰し、以前の役職に加えて国家安全保障相を兼務した。この時期のバーロウはエスキベル政権で特に目を引く存在だったため、彼に批判的な人からは「なんでも大臣」と呼ばれた。
1998年の総選挙で、UDPはわずか3議席しか確保できない大敗を喫した。この3議席の一つを守ったバーロウは、エスキベルの後任としてUDPの代表兼野党院内総務に昇格した。バーロウは1974年の下院設立以来、最も小さい野党勢力（3議席と7議席）をまとめることになった。UDPの議席数も結党以来最低であった。2003年の代表選では弁護士のリチャード「ディッキー」・ブラッドリーに肉薄されながら再選されたが、それ以降は余裕を持って再選されている。
バーロウはUDP所属の現職の下院議員で最も在職期間が長いほか、連続在職期間が最も長い選挙区選出議員でもある。現職の選挙区選出議員のなかではただ一人、サイド・ムサが通算在職期間でバーロウを上回っている。

### 首相職
2008年2月7日の総選挙でUDPが全31議席中25議席を得て圧勝すると、バーロウは2月8日に首相としての宣誓を行った。ベリーズでは黒人初の首相であった。2月11日には首相の財相兼務を含む閣僚名簿を発表した。
2012年の総選挙では、UDPは議席を減らしながらも過半数を維持した。バーロウは2月9日に第二次政権を発足させ、2月12日に首相の財務・経済開発相兼務を含む閣僚名簿を公表した。
2015年11月の総選挙において、バーロウは4期連続でUDPを率いることになる。しかし、総選挙に党代表として臨むのはこれが最後になると公言してきた。
2020年7月にパトリック・フェイバーがUDP代表に選出され、バーロウは22年間務めた党代表を退任した。11月11日の総選挙では新型コロナウイルス感染症(COVID-19)の大流行や経済停滞に対する批判を受けUDPは5議席にとどまり、26議席を獲得したPUPに政権交代を許した。翌12日に首相を退任。

## 家族
4人の子供がいる。一番上のジャマル「シャイン」（1979年11月8日生まれ）はラッパーで、バーロウの政治家仲間であるマイケル・フィネガンの姉妹から生まれた非嫡出子である。次男のアンワーは小規模の融資機関を運営している。娘のディーンは母（バーロウの最初の妻であったルイス・ヤング）の事務所から独立して、弁護士として働いている。
2009年2月7日、バーロウはアメリカ合衆国のジョージア州サバンナで、長年付き合ってきた友人のキム・シンプリスと二度目の結婚をした。間には娘のサリマがいる。